# Tecuci
Tecuci là một đô thị thuộc hạt Galați, România. Dân số thời điểm năm 2002 là 42012 người.